# La Tejonera
La Tejonera är en ort i Mexiko.   Den ligger i kommunen Valle de Santiago och delstaten Guanajuato, i den centrala delen av landet, 240 km nordväst om huvudstaden Mexico City. La Tejonera ligger 1 717 meter över havet och antalet invånare är 121.
Terrängen runt La Tejonera är platt åt nordväst, men åt sydost är den kuperad. Terrängen runt La Tejonera sluttar norrut. Runt La Tejonera är det ganska tätbefolkat, med 111 invånare per kvadratkilometer. Närmaste större samhälle är Salamanca, 17,3 km norr om La Tejonera. Trakten runt La Tejonera består till största delen av jordbruksmark.